# Мурза-рабат
Мурза-рабат — в Российской империи почтовая станция в Голодной степи, на тракте из Ташкента в Самарканд.
У станции находилась огромная куполообразная постройка, под которой, на дне глубокой ямы, сохранялась вода. Постройка этой и других цистерн в Голодной степи приписывается бухарскому эмиру Абдулла-хану II (1583—1598).
В 1866 году здесь произошёл бой российского отряда с местным войском. 
Из книги Е. Л. Маркова:
Станция Мурза-рабат — чистая крепостца. Кроме угловой башни с бойницами и высоких глиняных стен, две узенькие круглые башни фланкируют даже ворота её. Это воспоминания того ещё недавнего времени, когда Мурза-рабат был крайнею станциею наших сырдарьинских владений, и за ним уже начиналось враждебное нам и всегда с нами враждовавшее Кокандское ханство.